# Carlo Pisacane (historyk)

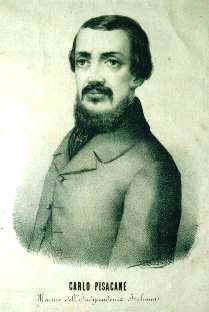
Carlo Pisacane

Carlo Pisacane (ur. 22 sierpnia 1818 w Neapolu, zm. 1867) – włoski historyk i polityk, naczelny dowódca sztabu armii Republiki Rzymskiej w 1849, autor La guerra combattata in Italia negli anni 1848–49.